# Arvert
Arvert è un comune francese di 3 188 abitanti situato nel dipartimento della Charente Marittima nella regione di Nuova Aquitania.
Si trova sulla riva sinistra dell'estuario del fiume Seudre.

## Società

### Evoluzione demografica
Abitanti censiti